# Bảng Ai Cập
Đồng Bảng Ai Cập (جنيه مصرى Genēh Maṣri [ɡeˈneː(h) ˈmɑsˤɾi]; ký hiệu: E£, ج.م; code: EGP) là tiền tệ của Ai Cập. Nó được chia thành 100 Piastres, hoặc ersh (قرش [ʔeɾʃ]; plural قروش [ʔʊˈɾuːʃ]), hoặc 1.000 millieme (مليم  [mælˈliːm]; tiếng Pháp: millième).
Bảng Ai Cập thường được viết tắt là LE hoặc L.E., viết tắt của livre égyptienne (tên tiếng Pháp). E£ và £E thường được sử dụng trên internet. Tên Genēh [ɡeˈneː(h)] được bắt nguồn từ đồng xu Guinea, có giá trị gần như 100 piastres vào cuối thế kỷ 19.

## Lịch sử

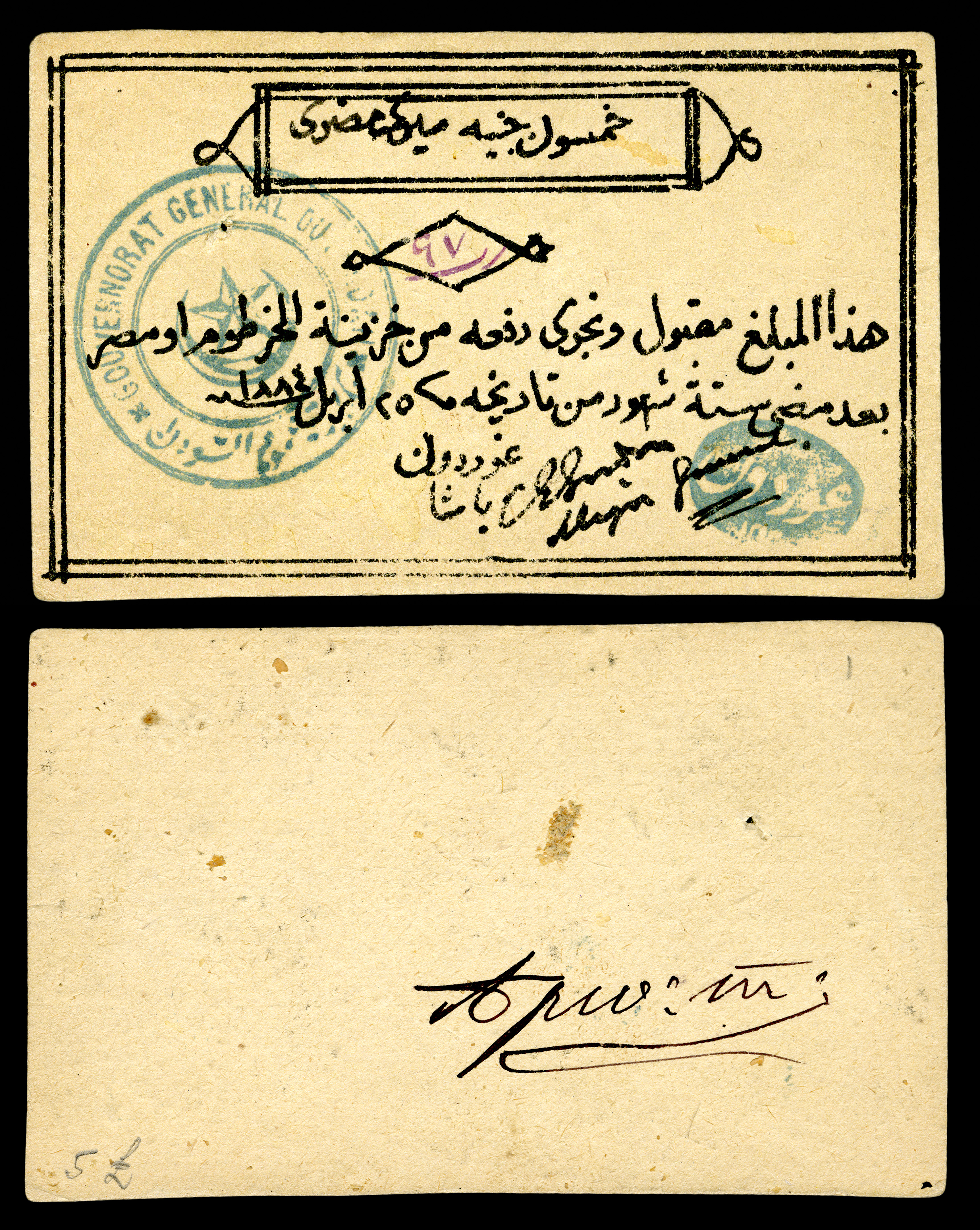
50 tờ hối phiếu chính phủ Ai Cập đã ban hành và được Gordon ký kết bằng tay trong cuộc bao vây Khartoum (26 tháng 4 năm 1884)

Năm 1834, một đạo luật khedival đã được ban hành, chấp nhận một loại tiền tệ Ai Cập dựa trên một tiêu chuẩn lưỡng kim (vàng và bạc) trên cơ sở của đồng Maria Theresa thaler, một đồng xu giao dịch phổ biến trong khu vực.